# Allium atrosanguineum
Allium atrosanguineum là một loài thực vật có hoa trong họ Amaryllidaceae. Loài này được Schrenk mô tả khoa học đầu tiên năm 1842.